# 大屯墓群
大屯墓群，位于中国河北省保定市西城区大屯村，为保定市定州市的一个省级文物保护单位，类型为古墓葬，公布时间为1993年7月15日。
大屯墓群的历史年代为西周。